# Benny Mardones
Benjamin Ruben Armand Mardones, művésznevén Benny Mardones (Cleveland, 1946. november 9. – Menifee, 2020. június 29.) amerikai pop-rock énekes-dalszerző. Legismertebb dala az "Into the Night", amely 1980-ban és 1989-ben is felkerült a Billboard Hot 100 első 20 dala közé.
Parkinson-kór szövődményeiben hunyt el 73 évesen.

## Stúdióalbumok
- 1978: Thank God for Girls
- 1980: Never Run, Never Hide
- 1981: Too Much to Lose
- 1985: Unauthorized
- 1986: American Dreams (Benny Mardones & the Hurricanes)
- 1989: Benny Mardones
- 1993: The Lost Tapes
- 1996: Stand By Your Man
- 1998: Bless a Brand New Angel
- 2002: A Journey Through Time
- 2006: Let's Hear It for Love
- 2015: Timeless (Benny Mardones & the Hurricanes)

## További információ
- Benny Mardones az Internet Movie Database-ben (angolul)
- Benny Mardones a Myspace-en